# Mellanhöstmätare
Mellanhöstmätare (Epirrita christyi) är en fjärilsart som först beskrevs av J. E. R. Allen 1906.  Enligt Dyntaxa ingår Mellanhöstmätare i släktet Epirrita men enligt Catalogue of Life är tillhörigheten istället släktet Oporinia. Enligt båda källorna tillhör Mellanhöstmätare familjen mätare, Geometridae. Arten är reproducerande i Sverige. Inga underarter finns listade i Catalogue of Life,

## Bildgalleri

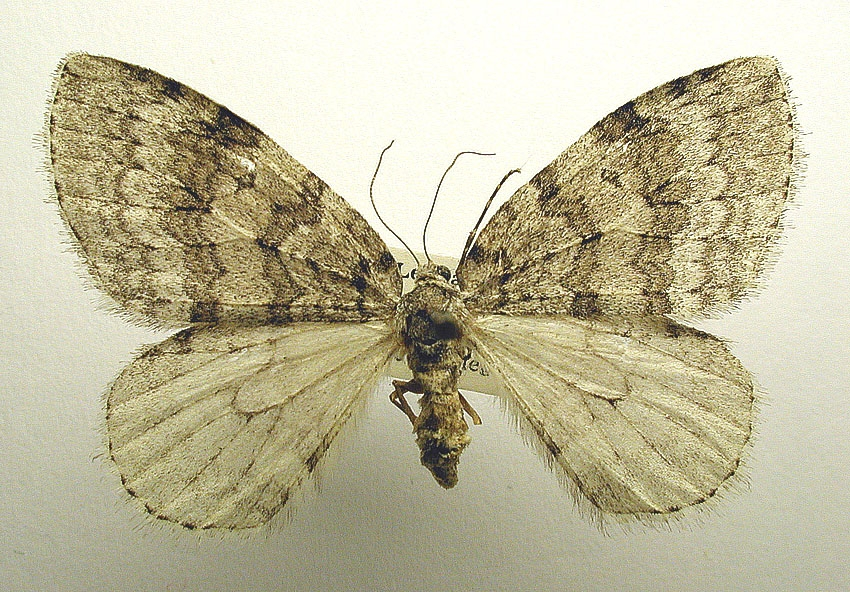
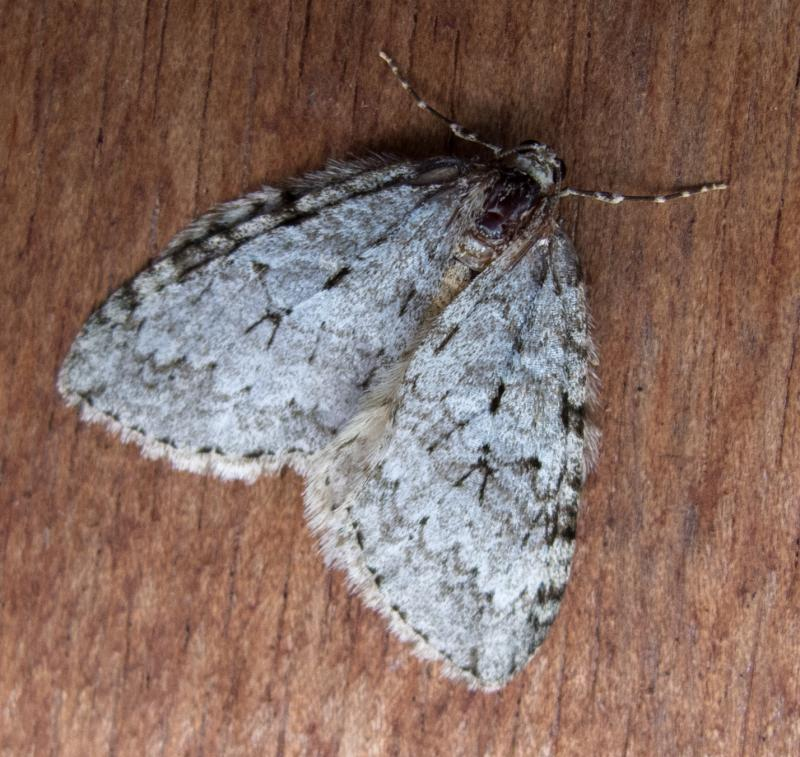
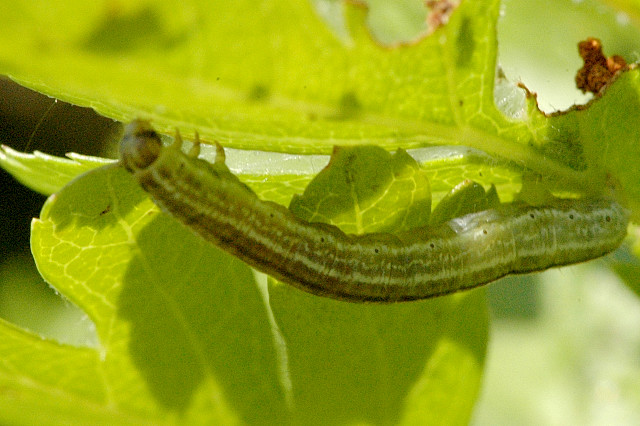